# گلوتاتیون دی‌سولفید
گلوتاتیون دی‌سولفید (به انگلیسی: Glutathione disulfide) با فرمول شیمیایی C۲۰H۳۲N۶O۱۲S۲ یک ترکیب شیمیایی با شناسه پاب‌کم ۶۵۳۵۹ است. که جرم مولی آن ۶۱۲٫۶۳۱ g/mol می‌باشد. 